# Profetens tid
Profetens tid är den tredje och sista delen i fantasytrilogin Blodsarvet skriven av författaren Henrik Larsson. Boken är utgiven av Bonnier Carlsen och är en uppföljare till Krigarhjärta och Isöhäxan.